# Liste angolanischer Filme
Die Liste angolanischer Filme listet Filmproduktionen aus Angola auf. Sie beinhaltet sowohl Filme, die in Angola produziert wurden, als auch Filme mit angolanischer Produktion oder Beteiligung. Auch Filme vor der Unabhängigkeit 1975 werden aufgelistet, zumeist Propagandafilme der portugiesischen Kolonialmacht oder der antikolonialen Befreiungsbewegungen. Sie erhebt keinen Anspruch auf Vollständigkeit.
Nicht aufgeführt sind zudem eine Vielzahl Dokumentarfilme, die in Schüben ab 1929 entstanden, um ein zunächst erwachtes öffentliches, später vor allem staatlich forciertes Interesse an den Kolonien zu befriedigen. Auch die 28 ethnologischen Filme von Margot Dias und die 55 zwischen 1957 und 1961, und die 179 zwischen 1967 und 1975 entstandenen Wochenschauen Actualidades de Angola sind hier nicht zu finden, ebenso wenig die zahlreichen Propagandawerke der Serviços Cartográficos do Exército (kartografische Dienste des portugiesischen Heeres, SCE) ab Beginn des Portugiesischen Kolonialkriegs 1961, die Auftragsarbeiten des Belgiers Pascal-Angot ab 1964, die Filme der Diamang-Diamantengesellschaft oder die zahlreichen wissenschaftlichen Filme von portugiesischen und internationalen Botanikern, Geologen oder Geografen.

## Filme
| Jahr | Titel                                                                              | Regisseur                                     | Genre                                            | Bemerkungen |
| ---- | ---------------------------------------------------------------------------------- | --------------------------------------------- | ------------------------------------------------ | --- |
| 1913 | O Caminho de Ferro de Benguela                                                     | Artur Pereira                                 | Dokumentarfilm                                   | über die Benguelabahn; gilt als erster in Angola gedrehter Film |
| 1923 | Exposição Provincial, Agrícola, Pecuária e Industrial                              |                                               | Dokumentarfilm                                   | über eine Agrar- und Industrieausstellung der Kolonie Angola, ältester angolanischer Film im Archiv der Cinemateca Portuguesa                                                         |
| 1929 | Estradas e Paisagens de Angola                                                     | César de Sá, António Antunes da Mata          | Dokumentarfilm                                   | |
| 1929 | Voyage en Angola                                                                   | Marcel Borle                                  | Dokumentarfilm                                   | des Schweizer Amateurregisseurs (1895–1983) |
| 1930 | Quedas do Dala                                                                     | César de Sá, António Antunes da Mata          | Dokumentarfilm                                   | |
| 1930 | Quedas do Lucala                                                                   | César de Sá, António Antunes da Mata          | Dokumentarfilm                                   | über die Wasserfälle des Lucala-Flusses |
| 1930 | Aspectos do Rio Quanza                                                             | César de Sá, António Antunes da Mata          | Dokumentarfilm                                   | über den Fluss Cuanza |
| 1930 | Angola                                                                             | César de Sá, António Antunes da Mata          | Dokumentarfilm                                   | |
| 1931 | Planalto da Huíla                                                                  | César de Sá, António Antunes da Mata          | Dokumentarfilm                                   | über das Huíla-Hochplateau |
| 1932 | Indústria Baleeira                                                                 | César de Sá, António Antunes da Mata          | Dokumentarfilm                                   | über den Walfang in Angola |
| 1932 | O Deserto de Angola                                                                | César de Sá, António Antunes da Mata          | Dokumentarfilm                                   | über die Namibwüste |
| 1932 | Fazenda Açucareira „Tentativa“                                                     | César de Sá, António Antunes da Mata          | Dokumentarfilm                                   | über die Zuckerplantage „Tentativa“ |
| 1932 | De Lisboa a Luanda                                                                 | César de Sá, António Antunes da Mata          | Dokumentarfilm                                   | |
| 1935 | Île et Angola Pullmann                                                             | René Ginet                                    | Dokumentarfilm                                   | |
| 1936 | I Cruzeiro de Férias às Colónias de África Ocidental                               | Manuel Alves San Payo                         | Dokumentarfilm                                   | zur Propaganda-Kreuzfahrt für portugiesische Studenten |
| 1940 | O Feitiço do Império                                                               | António Lopes Ribeiro                         | Spielfilm                                        | erster Spielfilm aus Angola |
| 1940 | Amboim                                                                             | António de Sousa                              | Dokumentarfilm                                   | |
| 1943 | Luanda                                                                             | António de Sousa                              | Dokumentarfilm                                   | |
| 1944 | Gente Que Nós Civilizámos                                                          | António Lopes Ribeiro                         | Dokumentarfilm                                   | Propagandafilm über die zivilisatorische Mission Portugals in Angola |
| 1944 | Angola, uma Nova Lusitânia                                                         | António Lopes Ribeiro                         | Dokumentarfilm                                   | Propagandafilm zum Fortschritt von Technologie, Gesundheit, Infrastruktur, Landwirtschaft und Industrie in Angola                                                                     |
| 1946 | Comemorações Centenárias                                                           | António de Sousa                              | Dokumentarfilm                                   | |
| 1949 | Visita de Antigos Combatentes da I Grande Guerra                                   | António de Sousa                              | Dokumentarfilm                                   | |
| 1950 | Caminho de Ferro de Benguela                                                       | António de Sousa                              | Dokumentarfilm                                   | |
| 1950 | Capas Negras em Angola                                                             | António de Sousa                              | Dokumentarfilm                                   | |
| 1950 | Ensino em Angola                                                                   | Ricardo Malheiro                              | Dokumentarfilm                                   | |
| 1950 | Epopeia da Selva                                                                   | Raul Faria da Fonseca                         | Spielfilm                                        | |
| 1950 | A Visita do Governador do Congo Belga a Angola                                     | António de Sousa                              | Dokumentarfilm                                   | |
| 1951 | Maravilhas de Angola                                                               | António de Sousa                              | Dokumentarfilm                                   | |
| 1953 | Nova Lisboa                                                                        | António de Sousa                              | Dokumentarfilm                                   | über Nova Lisboa, heute Huambo |
| 1953 | S.Paulo de Luanda                                                                  | António de Sousa                              | Dokumentarfilm                                   | über Luanda |
| 1961 | Angola                                                                             | Augusto Fraga                                 | Dokumentarfilm                                   | Kurzfilm |
| 1963 | Aqueles Que Por Obras Valiosas                                                     | Costa Roxo                                    | Dokumentarfilm                                   | |
| 1963 | Viagem                                                                             | Perdigão Queiroga                             | Dokumentarfilm                                   | über den Besuch des Präsidenten Américo Tomás in Angola |
| 1963 | Uma Journada Histórica - do Terrorismo no Conga à Manifestação em Lisboa           | Perdigão Queiroga, António Lopes Ribeiro      | Dokumentarfilm                                   | Propagandafilm zur Rechtfertigung des Kolonialkriegs |
| 1965 | A Voz do Sangue                                                                    | Augusto Fraga                                 | Spielfilm                                        | |
| 1967 | Capitaine Singrid                                                                  | Jean Leduc                                    | Spielfilm                                        | erste ausländische Spielfilmproduktion in Angola, erst 1970 in Portugal Premiere |
| 1967 | Aspectos da Nossa Angola                                                           | Jean Leduc, Felipe de Solms                   | Dokumentarfilm                                   | mit Musik des Duo Ouro Negro |
| 1967 | Operação Dinamite                                                                  | Pedro Martins                                 | Spielfilm                                        | |
| 1967 | Uma Vontade Maior                                                                  | Carlos Tudela                                 | Spielfilm                                        | u. a. mit Henrique Canto e Castro |
| 1968 | Estrada da Vida                                                                    | Henrique Campos                               | Spielfilm                                        | |
| 1968 | Monangambé                                                                         | Sarah Maldoror                                |                                                  | Kurzfilm mit Mohamed Zinet |
| 1968 | Riusciranno i nostri eroi a ritrovare l’amico misteriosamente scomparso in Africa? | Ettore Scola                                  | Abenteuerkomödie                                 | |
| 1970 | L’Angola a tire de l’aire                                                          | Jean Leduc                                    | Dokumentarfilm                                   | propagandistisch gefügiges Portrait Angolas aus der Luft |
| 1970 | Des fusils pour Banta                                                              | Sarah Maldoror                                |                                                  | |
| 1971 | Angola na Guerra e no Progresso                                                    | Quirino Simões                                | Dokumentarfilm                                   | |
| 1972 | Petróleo, Fonte de Energia e Riqueza                                               | António de Sousa                              | Dokumentarfilm                                   | über das Erdöl Angolas |
| 1972 | Caminhos do Progresso                                                              | António de Sousa                              | Dokumentarfilm                                   | über den Straßenbau und den Handel in Angola |
| 1972 | Esplendor Selvagem                                                                 | António de Sousa                              | Dokumentarfilm                                   | eher unpolitische Idealisierung der Indigenen Völker Angolas |
| 1972 | Sambizanga                                                                         | Sarah Maldoror                                | Drama                                            | Sambizanga. In: Filmdatenbank. Afrika Film Festival Köln. |
| 1973 | Angola, Terra do Passado e Futuro                                                  | António Escudeiro                             | Dokumentarfilm                                   | |
| 1973 | A proposito dell’Angola                                                            | Stefano De Stefani                            | Dokumentarfilm                                   | |
| 1974 | Malteses, burgueses e às vezes                                                     | Artur Semedo                                  | Kriminalkomödie                                  | |
| 1975 | A Visita, A Escola, O Café e O Algodão                                             | Virgínia Silva                                | Kurzfilmreihe für das angolanische Fernsehen TPA | |
| 1977 | Faz la Coragem, Camarada                                                           | Ruy Duarte de Carvalho                        |                                                  | |
| 1977 | Ponto da situação                                                                  | Francisco Henriques                           |                                                  | |
| 1977 | O Golpe                                                                            | Francisco Henriques                           | Dokumentarfilm                                   | |
| 1978 | Africa nera Africa rossa                                                           | Carlo Lizzani                                 | Dokumentarfilm                                   | TV-Mehrteiler |
| 1978 | Carnaval da vitoria                                                                | António Ole                                   |                                                  | Kurzfilm |
| 1978 | Ondylewa: A Festa do Boi Sagrado                                                   | Rui Duarte                                    | Dokumentarfilm                                   | |
| 1978 | O Ritmo do N'Gola Ritmos                                                           | António Ole                                   | Dokumentarfilm                                   | über die wegweisende Musikgruppe Ngola Ritmos |
| 1979 | Adeus a Hora da Partida                                                            | Francisco Henriques                           | Dokumentarfilm                                   | Kurzfilm-Doku zum Tode Agostinho Netos |
| 1979 | Presente Angolano – Tempo Mumuila                                                  | Ruy Duarte de Carvalho                        | Dokumentarfilm                                   | Minifernsehserie |
| 1980 | No caminho das estrelas                                                            | António Ole                                   |                                                  | |
| 1981 | Pamberi ne Zimbabwe                                                                | João Manuel Costa, Carlos Henriques           | Dokumentarfilm                                   | |
| 1982 | Balanço do Tempo na Cena de Angola                                                 | Ruy Duarte de Carvalho                        | Dokumentarfilm                                   | |
| 1982 | Conceição Tchiambula                                                               | António Ole                                   | Dokumentarfilm                                   | Kurzfilm über Bauern in der Hochebene um Huambo |
| 1982 | Memoria de um Dia                                                                  | Orlando Fortunato de Oliveira                 |                                                  | |
| 1983 | Nelisita                                                                           | Ruy Duarte de Carvalho                        |                                                  | |
| 1985 | Marabu                                                                             | Denise Salazar                                | Dokumentarfilm                                   | Kurzfilm über den Besuch Manu Dibangos in Angola 1981 |
| 1986 | Levanta Voa e Vamos                                                                | Asdrubal Rebelo                               |                                                  | Kurzfilm |
| 1989 | Comboio da Canhoca                                                                 | Orlando Fortunato de Oliveira                 |                                                  | erst 2004 veröffentlicht |
| 1989 | O Recado das Ilhas                                                                 | Ruy Duarte de Carvalho                        |                                                  | |
| 1991 | Angola                                                                             | Roberto Berliner                              | Dokumentarfilm                                   | Portrait Angolas seit der Unabhängigkeit |
| 1991 | Meus Irmãos Cokwes                                                                 | Manuel Mariano                                | Dokumentarfilm                                   | Kurzfilm über die Kultur der Chokwe-Ethnie |
| 1991 | Mopiopio                                                                           | Zézé Gamboa                                   | Dokumentarfilm                                   | Regiedebüt |
| 1991 | Quem Faz Correr Quim                                                               | Mariano Bartolomeu                            |                                                  | Kurzfilm nach einer Erzählung von Kenzaburō Ōe |
| 1992 | Caravana                                                                           | Rogelio Paris, Júlio César Rodríguez          | Komödie/Drama                                    | |
| 1993 | O Miradouro da Lua                                                                 | Jorge António                                 | Spielfilm                                        | erste angolanisch-portugiesische Co-Produktion (auch DVD) |
| 1996 | O Sol Ainda Brilha                                                                 | Mariano Bartolomeu                            | Dokumentarfilm                                   | Kurzfilm |
| 1997 | Afro Lisboa                                                                        | Ariel de Bigault                              | Drama                                            | Drehbuch von José Eduardo Agualusa, u. a. mit der Reggaeband Kussondulola |
| 1997 | Les Oubliées                                                                       | Folly, Anne-Laure                             | Dokumentarfilm                                   | Les Oubliées. In: Filmdatenbank. Afrika Film Festival Köln. |
| 1998 | Dissidence                                                                         | Zézé Gamboa                                   | Dokumentarfilm                                   | |
| 1998 | Ilunga                                                                             | Miguel Petchovski                             | Drama                                            | u. a. mit Ângelo Torres |
| 1998 | Rostov-Luanda                                                                      | Abderrahmane Sissako                          | Dokumentarfilm                                   | gezeigt auf der documenta X in Kassel (auch DVD) |
| 2001 | Burned By Blue                                                                     | Zézé Gamboa                                   | Dokumentarfilm                                   | Kurzfilm |
| 2001 | Vidas Ocultas                                                                      | Reynaldo Boury                                | TV-Serie                                         | |
| 2002 | O Desassossego de Pessoa                                                           | Zézé Gamboa                                   |                                                  | Kurzfilm |
| 2004 | O Herói                                                                            | Zézé Gamboa                                   | Spielfilm                                        | international prämierter Film (auch DVD), O Herói. In: Filmdatenbank. Afrika Film Festival Köln.                                                                                      |
| 2004 | Hollow City                                                                        | Maria João Ganga                              |                                                  | |
| 2004 | Na Cidade Vazia                                                                    | Maria João Ganga                              | Spielfilm                                        | |
| 2007 | Escape from Luanda                                                                 | Phil Grabsky                                  | Dokumentarfilm                                   | über den Alltag dreier Musikstudenten im Nachkriegs-Luanda (auch DVD) |
| 2007 | Adeus, Até Amanhã                                                                  | António Escudeiro                             | Dokumentarfilm                                   | Der portugiesische Regisseur kehrt nach 32 Jahren in seine angolanische Heimatstadt zurück                                                                                            |
| 2007 | Oxalá Cresçam Pitangas                                                             | Kiluanje Liberdade, Ondjaki                   | Dokumentarfilm                                   | Portrait der Einwohner Luandas als Schmelztiegel und Geschichtsbuch Angolas |
| 2008 | É Dreda Ser Angolano                                                               | Pedro Coquenão, Luaty da Silva (Radio Fazuma) | Dokumentarfilm                                   | Blick auf die Musikszene Angolas, präsentiert vom port. Radiosender Antena 3 (auch DVD)                                                                                               |
| 2008 | Kangamba                                                                           | Rogelio Paris                                 | Kriegsfilm                                       | |
| 2008 | Manuel Letter                                                                      | Josh Comninellis                              | Dokumentarfilm                                   | Kurzfilm über das leidvolle Dasein eines vierjährigen Jungen im Nachkriegsangola |
| 2008 | Momentos de Gloria                                                                 | Antonio Duarte                                | Animations-Komödie                               | Kurzfilm |
| 2008 | Kuduro - Fogo no Museke                                                            | Jorge António                                 | Dokumentarfilm                                   | Portrait der Kuduro-Szene (auch DVD) |
| 2009 | Bom dia, África                                                                    | Zézé Gamboa                                   |                                                  | Kurzfilm |
| 2009 | Mãe Fatima                                                                         | Christine Reeh                                | Dokumentarfilm                                   | |
| 2009 | O Lendário Tio Liceu e os Ngola Ritmos                                             | Jorge António                                 | Dokumentarfilm                                   | über die wegweisende Musikgruppe Ngola Ritmos (auch DVD) |
| 2009 | Encontro com o Criador                                                             | Ciomara Morais                                | Spielfilm                                        | Kurzfilm |
| 2009 | Luanda, a Fábrica da Música                                                        | Inês Gonçalves, Kiluanje Liberdade            | Dokumentarfilm                                   | über junge Musiker in den Elendsvierteln Luandas |
| 2010 | Angola um novo país está a nascer                                                  | Leonel Efe                                    | Dokumentarfilm                                   | Kurzfilm zum neu entstehenden Nachkriegs-Angola |
| 2010 | Batepá                                                                             | Orlando Fortunato de Oliveira                 | Drama                                            | |
| 2010 | Balas e pistolas                                                                   | Francisco Cáfua                               | Komödie                                          | Parodie eines angolanischen Gangster-Slum-Genres |
| 2010 | Rubber                                                                             | Quentin Dupieux                               |                                                  | |
| 2010 | Voo Directo                                                                        |                                               | TV-Serie                                         | mit Soraia Chaves in der Hauptrolle |
| 2011 | Alambamento                                                                        | Mario Bastos                                  | Kriminalfilm                                     | Kurzfilm |
| 2011 | Cartas de Angola                                                                   | Dulce Fernandes                               | Dokumentarfilm                                   | über kubanische Kämpfer in Angola |
| 2011 | Liberdade                                                                          | Gabriel Abrantes, Benjamin Crotty             | Drama                                            | Kurzfilm um die Beziehung zwischen dem Angolaner Liberdade und der Chinesin Betty |
| 2011 | Luanda 24/7                                                                        | Mario Bastos                                  | Drama                                            | Kurzfilm |
| 2012 | Cartas para Angola                                                                 | Julio Matos, Coraci Ruiz                      | Dokumentarfilm                                   | über die Beziehungen zwischen Brasilien, Angola und Portugal |
| 2012 | Festa de Quintal: The Angolan Home Theatre                                         | Sissi Bembom, Coréon Dú                       | Dokumentarfilm                                   | Musik-Kurzfilm |
| 2012 | O Grande Kilapy                                                                    | Zézé Gamboa                                   | Spielfilm                                        | international prämierter Film O Grande Kilapy. In: Filmdatenbank. Afrika Film Festival Köln.                                                                                          |
| 2012 | Death Metal Angola                                                                 | Jeremy Xido                                   | Dokumentarfilm                                   | Portrait der Metalszene Angolas, ausgehend vom Heavy Metal Festival von Huambo |
| 2012 | Mix pensão internacional                                                           | Rui Goulart                                   | Dokumentarfilm                                   | Kurzfilm |
| 2012 | Tchinhango                                                                         | Tiago Figueiredo                              | Dokumentarfilm                                   | |
| 2012 | Windeck                                                                            | Paulo Brito, Sérgio Graciano                  | TV-Serie                                         | |
| 2013 | De Armas e Bagagens                                                                | Ana Delgado Martins                           | Historiendrama                                   | |
| 2013 | Hereros Angola                                                                     | Sérgio Guerra                                 | Dokumentarfilm                                   | Doku zur Geschichte der Herero in Angola |
| 2013 | Jogo de Corpo. Capoeira e Ancestralidade                                           | Matthias Assunção                             | Dokumentarfilm                                   | über die Geschichte der Capoeira beiderseits des Atlantiks |
| 2013 | Njinga Rainha de Angola                                                            | Sérgio Graciano                               | Spielfilm                                        | Film über die Königin Njinga (auch DVD und TV-Serie) |
| 2013 | Conversation with My Brother                                                       | Patricia Silva                                | Dokumentarfilm                                   | Kurzfilm über ein Familiengespräch über den Bürgerkrieg in Angola |
| 2013 | Triângulo                                                                          | (fünf bras., port. und angol. Regisseure)     | Dokumentarfilm                                   | über die Dreiecks-Beziehung Rio de Janeiro - Luanda - Lissabon |
| 2013 | Under Desert Sun                                                                   | Kevin Voegtlin, Grant Aldrich                 | Dokumentarfilm                                   | Kurzfilm über die Profi-Surfer Dane Gudauskas und Kepa Acero an unbekannten Stränden Südangolas                                                                                       |
| 2013 | Wrong Cops                                                                         | Quentin Dupieux                               | Spielfilm                                        | |
| 2014 | Afripedia Angola                                                                   | Teddy Goitom, Benjamin Taft                   | Dokumentarfilm                                   | TV-Serie über Kuduro-Musiker und Künstler in Angola |
| 2014 | Concerning Violence                                                                | Göran Hugo Olsson                             | Dokumentarfilm                                   | Analyse des Kolonialismus von Frantz Fanon ist inhaltliche Basis für den Film |
| 2014 | I Love Kuduro                                                                      | Mário Patrocínio                              | Dokumentarfilm                                   | Portrait der Kuduro-Szene |
| 2014 | Jikulumessu                                                                        |                                               | TV-Mehrteiler                                    | |
| 2014 | Los dioses de agua                                                                 | Pablo César                                   | Drama                                            | |
| 2014 | Njinga                                                                             | Martin Mc Cann                                | Dokumentarfilm                                   | Ihre Afrikaquerung mit dem Rad führt Kate Leeming auch durch Angola |
| 2014 | Tchitundu-Hulu Rock Art                                                            | Rina Sherman                                  | Dokumentarfilm                                   | über die Tchitundo-Hulu-Felsmalereien in Virei |
| 2014 | Ruy Duarte de Carvalho, une vie en Angola                                          | Rina Sherman                                  | Dokumentarfilm                                   | Ruy Duarte de Carvalho en conversation avec Rina Sherman sur sa vie auprès du peuple Ovakuvale de Namibe en Angola, sa poésie, l’écriture et sa vision de l’Angola indépendant. Virei |
| 2015 | A Ilha dos Cães                                                                    | Jorge António                                 | Spielfilm                                        | u. a. mit Ângelo Torres, Nicolau Breyner und Ciomara Morais |
| 2015 | Acorda, Leviatã                                                                    | Carlos Conceição                              | Science-Fiction-Film                             | halbdokumentarisch |
| 2015 | Dias Santana                                                                       | Maradona Dias Dos Santos                      | Spielfilm                                        | |
| 2015 | Independência                                                                      | Mario Bastos                                  | Dokumentarfilm                                   | über den Bürgerkrieg in Angola bis zur Unabhängigkeit 1975 |
| 2015 | O Quimbo Cuia                                                                      | Filipe Henriques                              |                                                  | TV-Serie |
| 2015 | Alda e Maria, Por Aqui Tudo Bem                                                    | Pocas Pascoal                                 | Spielfilm                                        | |
| 2015 | Vontade de Vencer                                                                  | André Banza                                   | Dokumentarfilm                                   | Portrait des Sängers Anselmo Ralph |
| 2015 | Histórias com Música                                                               | Fernando Morais (Cibelo)                      | Kurzfilm                                         | beim FESTin 2016 ausgezeichnet |
| 2019 | O Mambo                                                                            | Nuno Barreto                                  | Kurzfilm                                         | beim FESTin 2019 ausgezeichnet |
| 2021 | Nzila Ngola                                                                        | António Pedro und sein Kollektiv              | Kurzfilm                                         | beim FESTin 2021 ausgezeichnet |
| 2021 | Um Sopro no Quintal                                                                | Gretel Marin                                  | Kurzfilm                                         | beim FESTin 2022 ausgezeichnet |
| 2023 | Joia                                                                               | Jonathan Samukange                            | Spielfilm                                        | |
| 2024 | As Caçadoras                                                                       | Coreon Dú und Nelo Tumbula                    | Kurzfilm                                         | |